# Superpop
SuperPop è un album non ufficiale della cantautrice statunitense Madonna che raccoglie alcune bonus track e singoli mai pubblicati ed è stato pubblicato solo in Russia nel 2009.

## Tracce
1. SuperPop (dalle sessioni dell'album Confessions on a Dancefloor) – 3:42 (Madonna, Mirwais Ahmadzaï)
2. Triggering (Your Senses) (dalle sessioni dell'album Confessions on a Dancefloor) – 3:29 (Madonna, Mirwais Ahmadzaï)
3. Me Against the Music (Britney Spears feat. Madonna) (dall'album In the Zone di Britney Spears) – 3:45 (Britney Spears, Madonna, Christopher Stewart, Thabiso "Tab" Nikhereanye, Penelope Magnet, Terius Nash, Gary O'Brien)
4. Hey You (brano creato per il Live Earth del 2007) – 4:16 (Madonna, Pharrell Williams)
5. Cyber-Raga (brano in lingua sanscrita, inserito nella versione australiana e giapponese dell'album Music) – 5:32 (Madonna, Mirwais Ahmadzaï, William Orbit)
6. Be Careful (Cuidado Con Mi Corazón) (Ricky Martin feat. Madonna) (dall'album Ricky Martin di Ricky Martin) – 4:04 (Madonna, William Orbit)
7. Keep the Trance (dalle sessioni dell'album Confessions on a Dancefloor) – 2:59 (Madonna, Mirwais Ahmadzaï)
8. Fighting Spirit (dalle sessioni dell'album Confessions on a Dancefloor) – 3:32 (Madonna, Mirwais Ahmadzaï)
9. Lo Que Siente La Mujer (versione in spagnolo del brano What It Feels Like for a Girl, contenuto nella versione speciale del 2001 dell'album Music) – 4:44
10. Liquid Love (dalle sessioni dell'album Music) – 4:35 (Madonna, William Orbit)
11. Is This Love (Bon D'accord) (brano destinato alla colonna sonora del musical Hello Suckers, mai realizzato) – 3:05
12. Wonderland (dalle sessioni dell'album Music) – 1:06 (Madonna, William Orbit)
13. Ring My Bell (contenuta nell'edizione giapponese dell'album Hard Candy) – 3:54 (Madonna, Pharrell Williams)
14. Your Honesty (già edito nell'EP Remixed & Revisited, proveniente dalle sessioni dell'album Bedtime Stories) – 4:07 (Madonna, Colin Fitzroy Wolfe, Dallas Austin)
15. History (dalle sessioni dell'album Confessions on a Dancefloor) – 5:55 (Madonna, Mirwais Ahmadzaï)
16. Get Stupid (interludio creato per lo Sticky & Sweet Tour) – 3:06
17. Like an Angel Passing Through My Room (cover degli ABBA) – 4:16 (Benny Andersson, Björn Ulvaeus, Madonna, William Orbit)
18. Imagine (cover di John Lennon) – 3:26 (John Lennon, Madonna, William Orbit)

Codice a barre: 6456489431561
Numero di matrice: WWW-01032
Tutte le tracce dell'album sono state remixate da ADG.